# Robert Schurrer
Robert Schurrer (ur. 24 marca 1890 w Vesoul, zm. 27 listopada 1972 w Strasburgu) – francuski lekkoatleta (sprinter), wicemistrz olimpijski z 1912.
Na igrzyskach olimpijskich w 1912 w Sztokholmie zdobył srebrny medal w sztafecie 4 × 400 metrów (biegła w składzie: Charles Lelong, Schurrer, Pierre Failliot i Charles Poulenard) za zespołem Stanów Zjednoczonych. Na tych samych igrzyskach startował również w biegu na 100 metrów (odpadł w eliminacjach), biegu na 200 metrów (odpadł w półfinale) i biegu na 400 metrów (odpadł w eliminacjach).
Był wicemistrzem Francji w biegu na 200 metrów i biegu na 400 metrów w 1911 oraz brązowym medalistą na tym dystansie w 1914.
Schurrer był rekordzistą Francji w sztafecie 4 × 400 metrów z czasem 3:20,7 uzyskanym podczas igrzysk w Sztokholmie 15 lipca 1912.